# Addison-Wesley
Pour les articles homonymes, voir Addison et Wesley.
Addison-Wesley est une maison d'édition américaine spécialisée dans les  manuels scolaires et la littérature informatique. En 2010, elle est intégrée à Pearson PLC. En plus de publier des livres, elle offre un service de diffusion en ligne, le Safari Books Online.
La majorité des ventes d’Addison-Wesley proviennent des États-Unis (55 %) et d’ Europe (22 %).

## Historique
Melbourne Wesley Cummings et Lew Addison Cummings créent Addison-Wesley in 1942. Le premier livre publié par Addison-Wesley est Mechanics de Francis Sears, professeur au MIT. Le premier ouvrage informatique est  Programs for an Electronic Digital Computer par Wilkes, Wheeler et Gill. 
Cette maison d'édition a notamment publié :
- The Art of Computer Programming par Donald Knuth ;
- The Feynman Lectures on Physics par Richard Feynman, Robert B. Leighton et Matthew Sands (en) ;
- Programming Pearls par Jon Bentley ;
- Design Patterns: Elements of Reusable Object-Oriented Software par Erich Gamma, Richard Helm, Ralph Johnson et John Vlissides (en) ;
- The C++ Programming Language par Bjarne Stroustrup ;
- The Mythical Man-Month par Frederick Brooks.